# Dan Gable
Danny Mack Gable (Waterloo, 25 de outubro de 1948) é um lutador de estilo-livre estadunidense, campeão olímpico.

## Carreira
De 1967 a 1970, Gable frequentou a Universidade Estadual de Iowa, onde competiu na luta livre popular. No estado de Iowa, ele se tornou um vice-campeão nacional da Divisão I da NCAA e duas vezes campeão nacional. O recorde da carreira de Gable na faculdade foi de 117-1, com sua única derrota no jogo final de sua temporada final para Larry Owings, da Universidade de Washington. Os destaques de sua carreira incluem medalhas de ouro no Torneio Tblisi de 1971, os campeonatos mundiais de 1971 e os Jogos Olímpicos de 1972.